# 下福力
下福 力（しもふく ちから、1938年1月16日-）は、日本の音楽家、ピアニスト。鹿児島大学名誉教授。

## 経歴
旧満州国生まれ。鹿児島県立甲南高等学校に1954年4月入学、1957年3月卒業。高校在学中は、音楽部に所属し西部合唱コンクールに3年連続で県代表として出場。東京学芸大学音楽科を卒業し、同大学専攻科を1962年に修了。小島喜久寿、西勇恕が恩師。
東京学芸大学附属竹早中学校教諭、東京学芸大学講師を経て、鹿児島大学の講師、助教授、教授（教育学部）を務めた。1983年、鹿児島県芸術文化奨励賞。2018年春、瑞宝中綬章。